# 笠原貞造

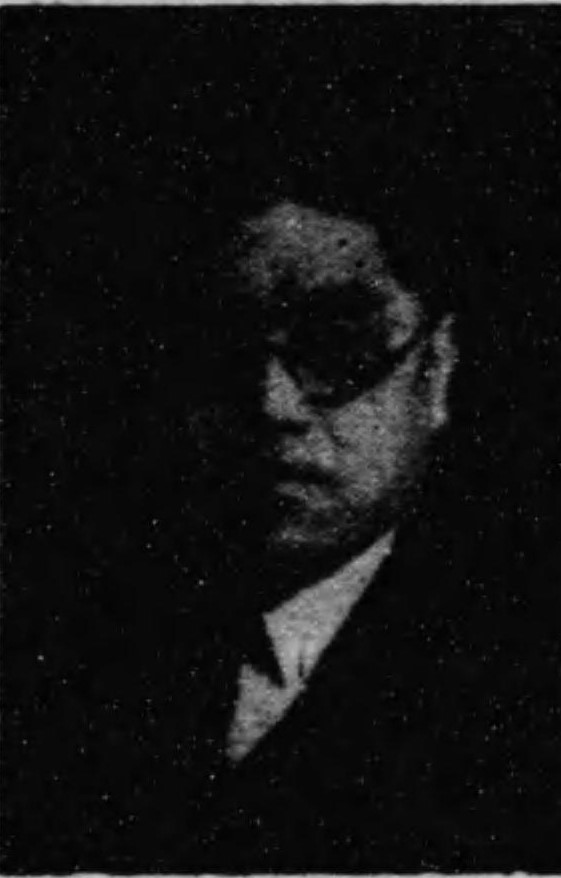
笠原貞造

笠原 貞造（かさはら ていぞう、1901年（明治34年）8月8日 - 1985年（昭和60年）3月19日）は、昭和期の弁護士、農民運動家、政治家。衆議院議員（1期）。

## 経歴
群馬県出身。1928年（昭和3年）早稲田大学専門部政経科を卒業した。
卒業後は東京市牛込区役所に勤務し、書記、社会課、福利課各主任となり、1935年（昭和10年）に退職し、弁護士の業務に従事。社会大衆党新潟県連合会執行委員、全国農民組合新潟県連合会執行委員、日本農民組合新潟県支部連合会書記長などを務めた。その他、新潟県地方通貨安定推進委員会長、新潟県地方労働委員会長、新潟市教育委員、新潟県弁護士会長、日本弁護士連合会理事、同副会長、新潟県市町村教育委員連合会長などを務めた。
1947年（昭和22年）4月の第23回衆議院議員総選挙で新潟県第1区から日本社会党公認で出馬して当選し、衆議院議員に1期在任した。その後、第24回、第25回総選挙に立候補したがいずれも落選した。
1959年（昭和34年）4月、新潟県社会事業共同募金として10万円寄付により同年9月9日、紺綬褒章受章。
1985年（昭和60年）3月19日死去、83歳。死没日をもって勲三等瑞宝章追贈、正五位に叙される。